# 威廉王島
威廉王島（英語：King William Island）是加拿大在北極圈內的一個島，屬努納福特地區。該島面積有13,111平方公里，是全球第61大島及加拿大第15大島。2006年有人口1,064人。约阿港是島上唯一的聚居點。